# Catedral de Maula
La Catedral de Maula o simplemente Catedral de Lilongüe (en inglés: Maula Cathedral o Lilongwe Cathedral) es el nombre que recibe un edificio religioso que pertenece a la Iglesia Católica y se encuentra ubicado en la localidad de Lilongüe la capital y ciudad más grande del país africano de Malaui. Administrativamente está incluida en la Región Central cerca de la carretera M1 y el estadio Civo.
El templo sigue el rito romano o latino y sirve como la sede de la arquidiócesis de Lilongüe (Archidioecesis Lilongvensis) que fue creada como diócesis por el papa Juan XXIII en 1959 y obtuvo su actual estatus en 2011 en virtud de la bula Quotiescumque Evangelii del Papa Benedicto XVI.
Esta bajo la responsabilidad pastoral del arzobispo Tarcisius Gervazio Ziyaye.